# Saint-Benin-d'Azy
Saint-Benin-d'Azy este o comună în departamentul Nièvre din centrul Franței. În 2009 avea o populație de 1.275 de locuitori.

## Evoluția populației
| An        | 1975  | 1982  | 1990  | 1999  | 2006  | 2009  |
| --------- | ----- | ----- | ----- | ----- | ----- | ----- |
| Populație | 1.143 | 1.163 | 1.243 | 1.207 | 1.248 | 1.275 |